# Derradeiro destino do universo

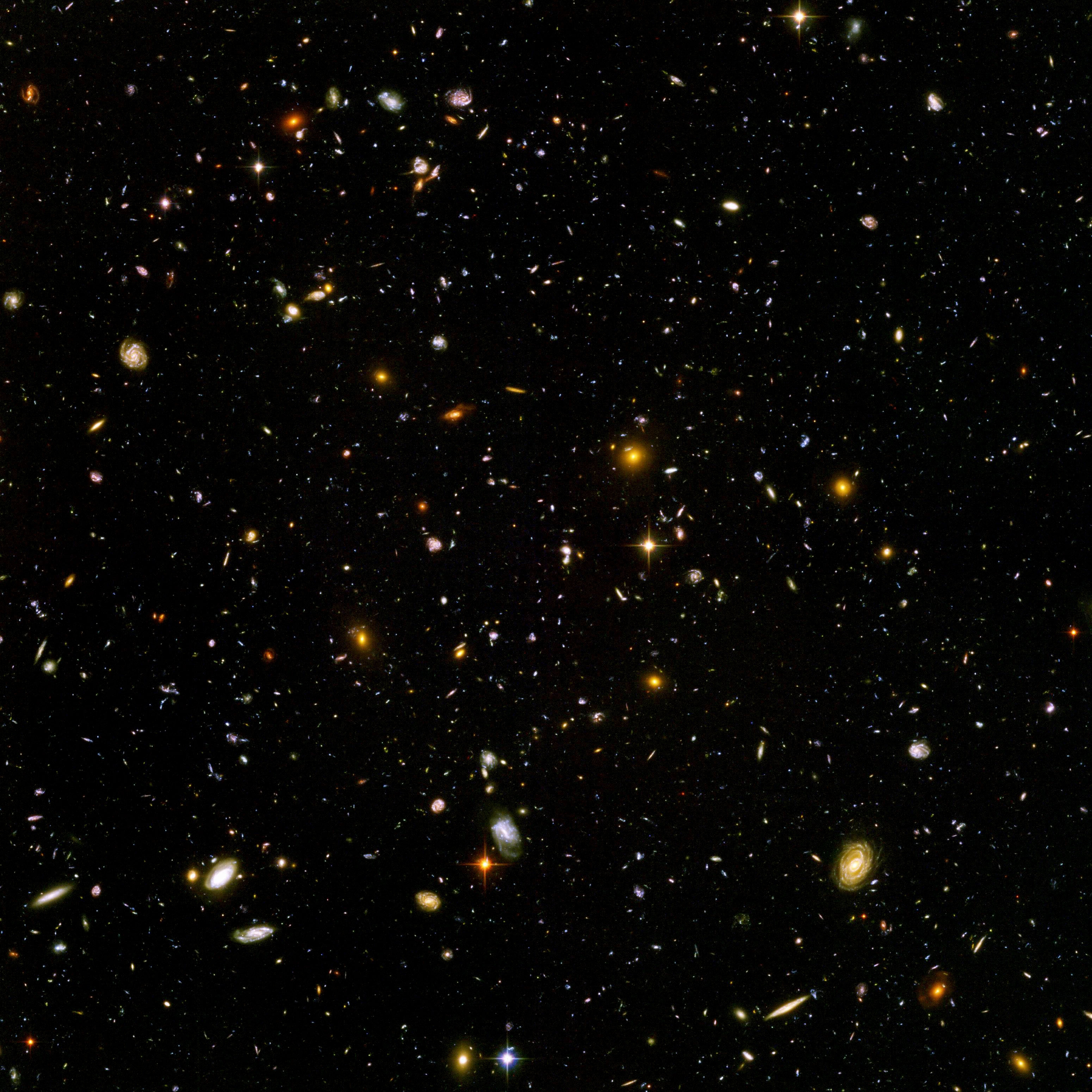
O espaço profundo fotografado pelo telescópio Hubble.

O derradeiro destino do Universo é um tema em cosmologia física. As teorias científicas rivais predizem se o Universo terá duração finita ou infinita. Uma vez que a noção de que o Universo iniciou com o Big Bang se tornou popular entre os cientistas, o destino final do Universo se converteu em uma pergunta cosmológica válida, dependendo da densidade média do Universo e a taxa de expansão.
Segundo as teorias cosmológicas atuais, a quantidade de matéria que há no Universo é a que decidirá o seu futuro. Tem-se uma ideia bastante aproximada da quantidade de matéria visível que existe, mas não da quantidade de matéria escura, dependendo então desta o futuro do Universo.
Pode-se calcular que se a densidade do Universo é menor que três átomos por metro cúbico, será insuficiente para travar a expansão, o Universo expandir-se-á indefinidamente (Big Chill) e será condenado a uma morte fria em meio da obscuridade mais absoluta. Neste caso os fenômenos físicos se encerrariam em uns 35 bilhões de anos. Mas se a massa for suficiente para deter a expansão, terá lugar o Big Crunch ou, o que é o mesmo, o Universo, forçado pela grande quantidade de massa, começará a comprimir-se até que, dentro de uns 20 bilhões de anos, acabe por colapsar em uma singularidade, algo parecido ao Big Bang, mas ao inverso ("Big Crunch"). Neste caso após o Big Crunch é possível que o Universo comece de novo com outro (ou, segundo o modelo cíclico, o mesmo) Big Bang.
Também existe o "Big Rip" onde os átomos se desintegrariam.